# Hypaedalea insignis
Hypaedalea insignis is een vlinder uit de familie van de pijlstaarten (Sphingidae). De wetenschappelijke naam van de soort werd in 1877 gepubliceerd door Arthur Gardiner Butler.